# Lord-lieutenant d'Antrim
Ceci est une liste de personnes qui ont servi comme lord-lieutenant d'Antrim. L'office a été créé le 23 août 1831.

## Lord-lieutenants
- Charles O'Neill, 1er comte O'Neill: 17 octobre 1831 – 25 mars 1841
- George Chichester, 3e marquis de Donegall: 24 avril 1841 – 20 octobre 1883
- Robert Adair, 1er baron Waveney: 4 décembre 1883 – 15 février 1886
- Sir Edward Porter Cowan: 2 avril 1886 – 24 mars 1890
- Sir Francis Workman-Macnaghten, 3e baronnet: 21 mai 1890 – 21 juillet 1911
- Anthony Ashley-Cooper, 9e comte de Shaftesbury : 2 novembre 1911-1916
- Algernon Skeffington, 12e vicomte Massereene: 9 juin 1916 – 1938
- 3e baron O'Neill: 14 avril 1938 – 24 octobre 1944
- James Graham Leslie: 12 mars 1945 – 16 mai 1949
- Hugh O'Neill, 1er baron Rathcavan : 22 septembre 1949-1959
- Richard Arthur Frederick Dobbs: 24 mars 1959 – 1994
- 4e baron O'Neill : 19 avril 1994 – 31 août 2008
- Joan Christie: 1er septembre 2008 - présent